# Tư tưởng Mao Trạch Đông
Tư tưởng Mao Trạch Đông (Trung văn phồn thể: 毛澤東思想; Trung văn giản thể: 毛泽东思想; âm Hán Việt: Mao Trạch Đông tư tưởng), hay còn gọi là chủ nghĩa Mao (tiếng Anh: Maoism), là kết quả của sự kết hợp lý luận cơ bản của chủ nghĩa Marx-Lenin với thực tiễn cụ thể của cách mạng Trung Quốc, là thành quả lý luận trọng đại nhất của quá trình Trung Quốc hoá chủ nghĩa Marx-Lenin . Tư tưởng Mao Trạch Đông là sự vận dụng và phát triển chủ nghĩa Marx-Lenin tại Trung Quốc, là nguyên tắc lý luận và sự tổng kết kinh nghiệm chính xác đã được thực tiễn chứng minh là thích hợp với cách mạng và kiến thiết Trung Quốc, là kết tinh trí tuệ tập thể của Đảng Cộng sản Trung Quốc . Một số bài viết của Mao Trạch Đông cũng được Nhà Xuất Bản Ngoại Ngữ Bắc Kinh, Trung Quốc dịch ra tiếng Anh và xuất bản thành sách.